# Paralysie faciale
 Mise en garde médicale
La paralysie faciale est une atteinte de la motricité des muscles du visage. Elle peut être secondaire à une atteinte du nerf facial correspondant à la septième paire des nerfs crâniens.
Il existe deux types de paralysies faciales :
- paralysie faciale périphérique ;
- paralysie faciale centrale.

Si le nerf facial ou son noyau situé au niveau du tronc cérébral est atteint il s'agit d'une paralysie faciale périphérique. En cas de lésion en amont du noyau, du faisceau géniculé par exemple, il s'agit d'une paralysie faciale centrale.

## Épidémiologie
Les nouveaux cas sont globalement évalués à 50⁄100000 et par an. L'incidence est identique entre hommes et femmes.
Il y a environ 5,000 nouveaux cas de paralysie faciale par an au Canada[réf. souhaitée].

## Causes

### Paralysie faciale périphérique
Dans la majorité des cas on ne trouve pas de cause ; on parle alors de « paralysie faciale aiguë idiopathique » ou « paralysie de Bell » (Bell's palsy en anglais) ou « paralysie faciale a frigore » (car supposée initialement liée au froid).
La paralysie périphérique peut être aussi secondaire à :
- une tumeur comprimant le nerf ;
- une fracture de l’os du rocher, lésant le nerf ;
- un diabète dans le cadre d'une neuropathie diabétique ;
- des otites ;
- un zona, dans le cadre d'un syndrome de Ramsay Hunt de type 2 (infection par le virus varicelle-zona) ;
- la maladie de Lyme[2] après une piqûre de tique (parfois indolore et pouvant passer inaperçue, chez l'enfant notamment) ;
- un syndrome de Guillain-Barré ;
- une maladie systémique tel que le syndrome de Melkersonn-Rosenthal, ou encore la sarcoïdose, parfois dans le cadre d'un syndrome de Heerfordt.

### Paralysie faciale centrale
Il existe de nombreuses étiologies possibles à une paralysie centrale, telles que :
- accidents vasculaires cérébraux ;
- tumeurs cérébrales ;
- sclérose en plaques…

### Paralysie faciale bilatérale (des deux côtés du visage)
Il existe également de nombreuses étiologies possibles à une paralysie bilatérale (ou diplégie faciale), telles que :
- le syndrome de Guillain-Barré ;
- la maladie de Lyme ;
- la sarcoïdose…

## Symptômes

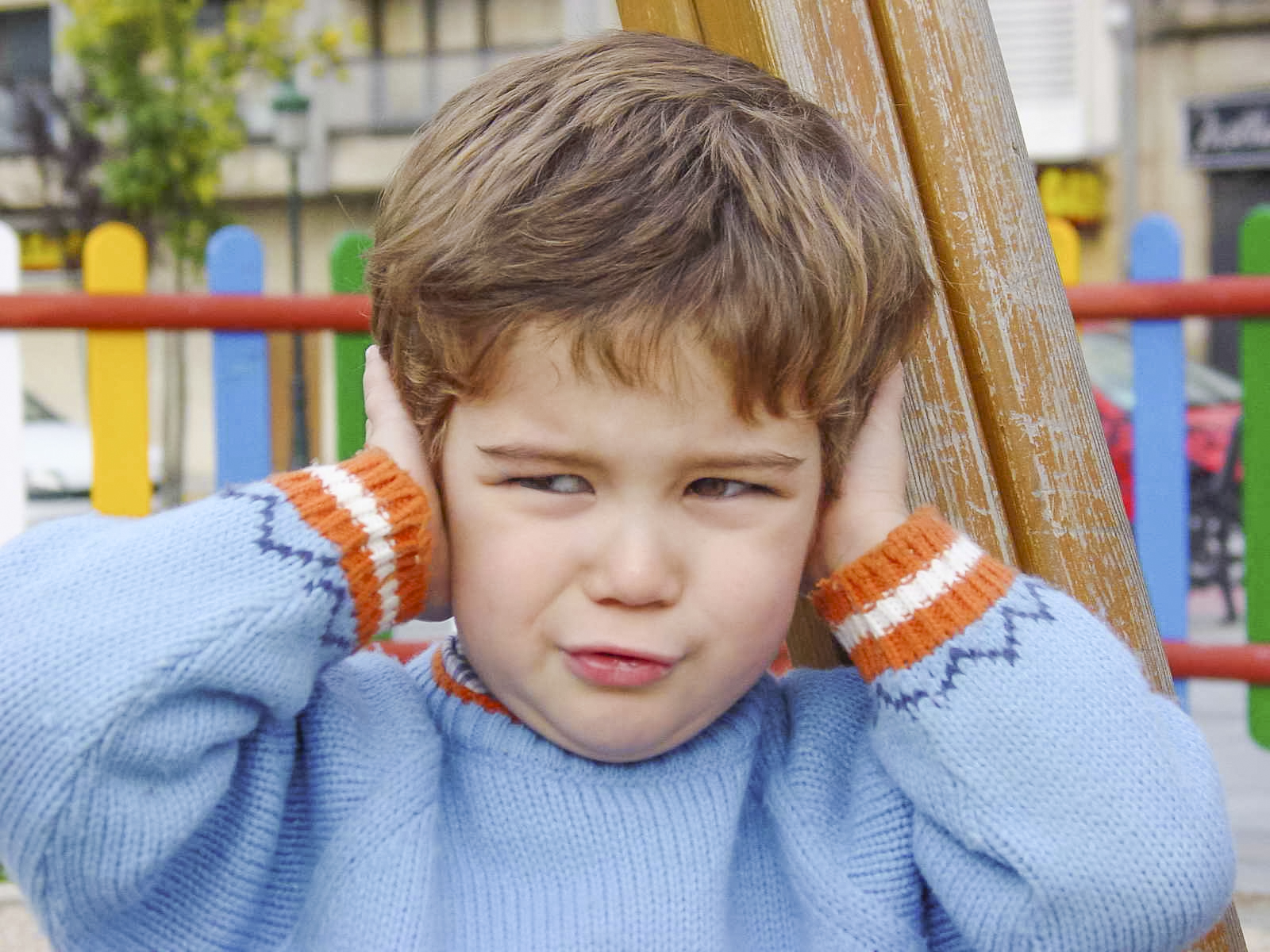
Une étude scientifique publiée en 2013 a montré que 78 % des enfants atteints de paralysie faciale souffrent d'hyperacousie.

La paralysie faciale, de type périphérique ou centrale, est le plus souvent unilatérale. Les paralysies faciales périphériques concernent l'hémiface homolatérale (c'est-à-dire du même côte) à la lésion. Les paralysies faciales centrales sont plus limitées au territoire inférieur et atteignent l'hémiface controlatérale à la lésion, car les fibres nerveuses décussent.
Les fonctions de locution, de mastication, d'expression faciale sont touchées.
Les rides s'estompent du côté paralysé.
Prolongée, elle peut avoir des conséquences psychologiques notables.
L'hyperacousie n'est pas rare notamment chez l'enfant.

## Diagnostic
Dans la paralysie faciale centrale, l'atteinte est limitée à la partie inférieure du visage. Le patient arrive à fermer les yeux. Éventuellement il peut y avoir persistance de la visualisation des cils à la fermeture des yeux (« signe des cils de Soucques »). Ce phénomène peut être retrouvé dans les paralysies faciales périphériques incomplètes.
Dans la paralysie faciale périphérique toute l'hémiface est atteinte et le patient ne parvient pas à fermer les yeux. Chez un sujet sain la fermeture de l'œil est accompagnée d'une rotation du globe oculaire. Dans le cas de la paralysie faciale périphérique la rotation de l'œil est visible, c'est le signe de Charles Bell.
Dans les deux types de paralysie la bouche est déviée au côté sain et le patient éprouve des difficultés à montrer ses dents.

## Évolution
Une étude a suivi une trentaine de personnes atteintes de paralysie faciale à la suite d'un AVC. Six mois après l'apparition de la paralysie, 2/3 des patients avaient totalement récupéré, ou n’avaient plus qu’une légère paralysie faciale.
Dans le cas de la paralysie de Bell, 71 % des personnes récupèrent totalement sans aucune séquelle. Et la majorité des personnes commencent à récupérer moins de 7 jours après l’apparition de la paralysie. 

## Galerie

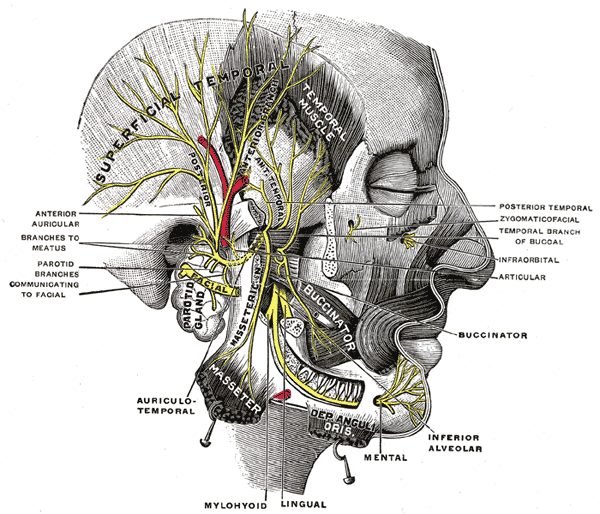
Paralysie faciale a frigore
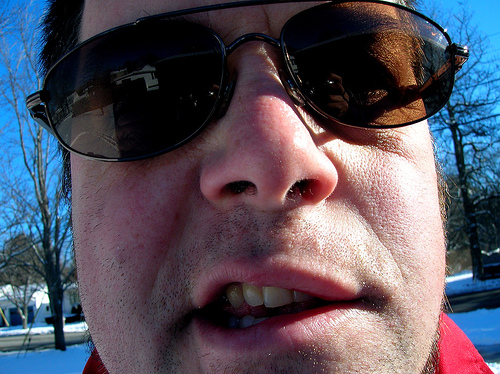
Visage